# Ostrzeszów
Ostrzeszów este un oraș în Polonia.